# Vilius Semeška

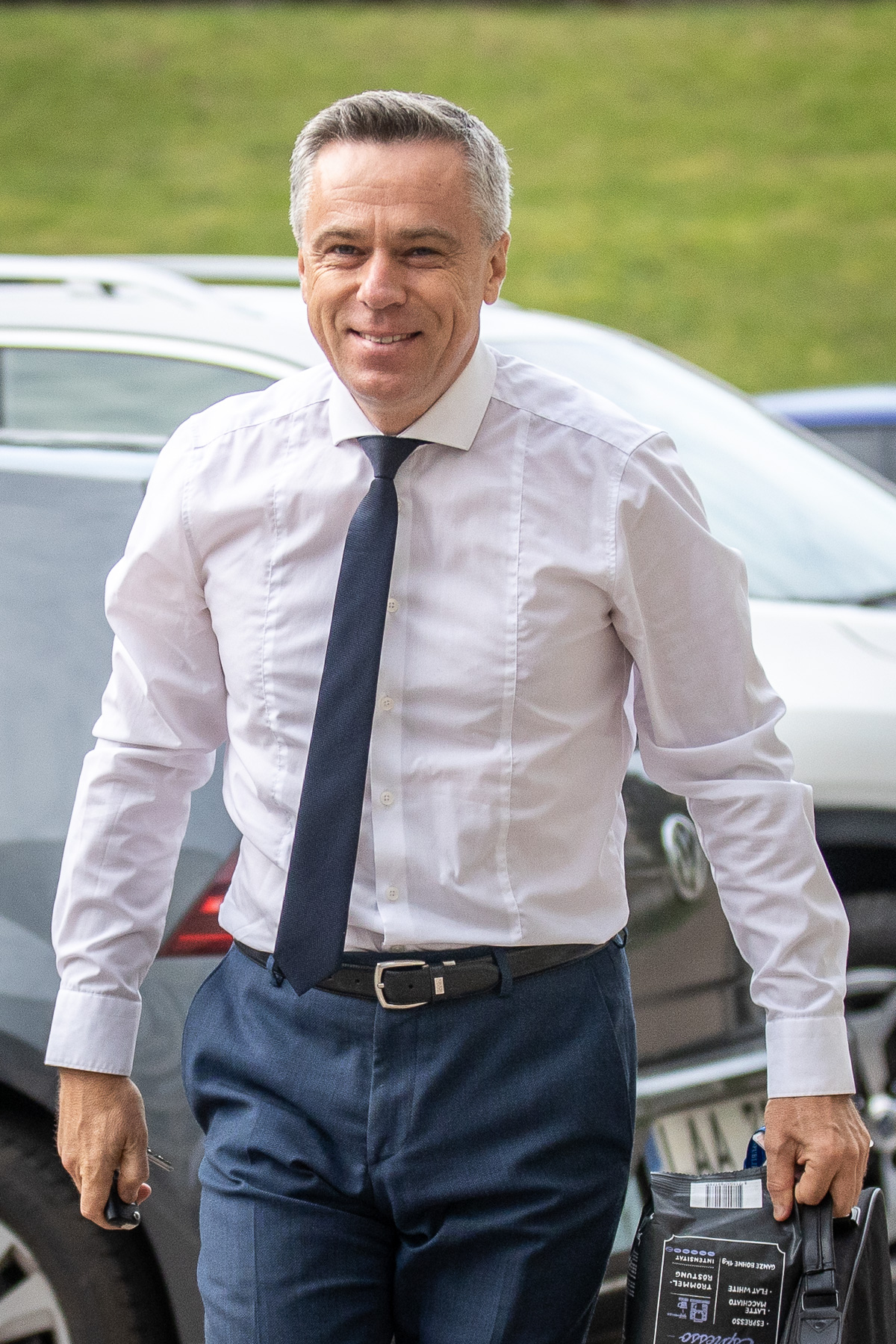
Vilius Semeska (2023)

Vilius Semeška (* 2. Mai 1972 in Druskininkai) ist ein litauischer konservativer Politiker, Seimas-Mitglied, ehemaliger Vizeminister.

## Leben
Nach dem Abitur an der Mittelschule absolvierte Vilius Semeška 1998 die Wirtschaftsschule Vilnius (jetzt Kolleg Vilnius), 2010 das Bachelorstudium und von 2010 bis 2012 das Masterstudium der Wirtschaft an der Universität Vilnius in der litauischen Hauptstadt Vilnius.
Von 1991 bis 1992 war er Inspektor der Protokollabteilung am Verkehrsministerium der Republik Litauen. Von 1993 bis 1997 war er Vertreter des deutschen Unternehmens HPP Profile GmbH (Inter Primo Group), von 1997 bis 2000 Direktor und Vorstandsmitglied der UAB „Gretsch-Unitas Baltic“. Von 2001 bis 2002 war er Direktor der UAB „Mano nardymo centras“, von 2002 bis 2004 Direktor des litauischen Lidl-Unternehmens und von 2005 bis 2018 Direktor von UAB ViLO.
Von 2015 bis 2019 war er Ratsmitglied der Gemeinde Druskininkai. Von 2017 bis 2020 war er Mitglied der Hauptwahlkommission und 2020 Sprecher der TS-LKD-Fraktion im Seimas. Von 2021 bis 2022 war er  stellvertretender Minister am Verteidigungsministerium Litauens.
Seit 2023 ist er Mitglied des Seimas.